# 정영태 (1952년 7월)
정영태(鄭榮台, 1952년 7월 18일 ~ )는 대한민국의 기업인이다. 현재 대한유화의 대표이사(사장)이다.

## 학력
- 서울대학교 문리과대학 화학과 학사
- 울산대학교 대학원 화학공학과 석사
- 경북대학교 대학원 공업화학과 고분자 공업화학전공 박사

## 경력
- 1977년 대한유화공업(주) 생산부 입사
- 1994년 대한유화공업(주) 기술연구소장
- 1995년 대한유화공업(주) 기술연구소장, 이사
- 1998년 대한유화공업(주) 기술연구소장, 상무이사
- 1997년 ~ 2001년 부산대학교 자연과학대학 화학과 부교수
- 2001년 ~ SPE KOREA 자문위원
- 2002년 ~ 2003년 한국고분자학회 평이사(제19대/20대)
- 2003년 ~ 2008년 울산상공회의소 상임위원(제14대/15대)
- 2003년 대한유화공업(주) 공장장, 전무이사
- 2008년 대한화학회 제42대 부회장
- 2008년 ~ 2009년 한국고분자학회 제16대 평의원
- 2008년 대한유화공업(주) 생산부문장, 전무이사
- 2011년 대한유화공업(주) 대표이사, 부사장
- 2013년 한국석유화학협회 부회장
- 2015년 한국석유화학협회 기술위원장
- 2015년 대한유화(주) 대표이사, 사장

## 수상
- 1998년 삼일문화재단 3.1문화상
- 2003년 한국고분자학회 기술상
- 2003년 과학기술부 장영실상
- 2004년 대한민국 안전대상 개인 공로상
- 2010년 산업포장(제17회 대한민국 가스안전대상)[1]
- 2010년 대한민국 100대 기술과 주역 선정[2]
- 2015년 광복 70년 과학기술 대표성과 70선 선정